# Странсько
Стра́нсько (болг. Странско) — село в Хасковській області Болгарії. Входить до складу общини Димитровград.

## Населення
За даними перепису населення 2011 року у селі проживали 547 осіб.
Національний склад населення села:
| Національність   | Кількість осіб | Відсоток |
| ---------------- | -------------- | -------- |
| болгари          | 506            | 92,8%    |
| цигани           | 33             | 6,1%     |
| турки            | 6              | 1,1%     |
| інша             | 0              | 0%       |
| не визначились   | 0              | 0%       |
| Всього відповіли | 545            |          |

Розподіл населення за віком у 2011 році:
Динаміка населення: